# Kolegium Naczelnego Sądu Administracyjnego
Kolegium Naczelnego Sądu Administracyjnego – jeden z organów Naczelnego Sądu Administracyjnego, obok Prezesa Naczelnego Sądu Administracyjnego oraz Zgromadzenia Ogólnego Sędziów Naczelnego Sądu Administracyjnego. Kadencja Kolegium trwa trzy lata. Jego przewodniczącym jest Prezes NSA.
Skład liczbowy Kolegium ustala Zgromadzenie Ogólne NSA. Ono też wybiera członków Kolegium NSA i dokonuje zmian w jego składzie. Do podjęcia uchwał przez Kolegium wymagana jest obecność co najmniej połowy jego składu. Uchwały zapadają bezwzględną większością głosów.
Kolegium NSA w szczególności ustala podział czynności w NSA i określa zasady podziału spraw pomiędzy sędziów tego  Sądu. Wyraża również zgodę na powołanie i odwołanie przez Prezesa NSA Szefa Kancelarii Prezesa Naczelnego Sądu Administracyjnego oraz dyrektora Biura Orzecznictwa.